# Crespignaga
Crespignaga è una frazione del comune di Maser, in provincia di Treviso.

## Geografia fisica
L'abitato si dispone lungo la SP 84 "di Villa Barbaro", addossandosi ai piedi dei colli Asolani (è dominata dalla montagna Grande, 403 m s.l.m.). È l'abitato più occidentale del comune, trovandosi tra Coste e Casella d'Asolo. Non si ravvisano corsi d'acqua di rilievo, sebbene sulle colline a nord vi siano alcune fonti (sorgente Fornet, sorgente Regina).

## Storia
I primi insediamenti umani avrebbero origini romane: un'ipotesi lo avvicinerebbe al nome proprio Crispinius.
Nel Medioevo Crespignaga era nota per il suo castello, andato distrutto nel 1338 durante gli scontri tra Veneziani e Carraresi. Dell'edificio non restano tracce, se non le solide testimonianze dei documenti scritti e delle tradizioni. Citato sin dal 1168, si articolava in una cinta più esterna al cui interno sorgevano altre strutture fortificate, tra cui la casa del Bonifacino, residenza del signore. Le mura erano circondate da una frata, ovvero un'area mantenuta boscosa per impedire l'accesso degli aggressori
Comune autonomo fino al 1806, in quell'anno fu accorpata al comune di Asolo insieme a Pagnano, Castelcucco e Monfumo.
Tornò autonoma nel 1810.
Durante il Plebiscito del Veneto del 1866, a Crespignaga, venne strappato e calpestato il tricolore del seggio elettorale, mentre il giorno precedente alle votazioni erano stati imbrattati e staccati dai muri i bandi del plebiscito. Nello stesso seggio elettorale, davanti al commissario, alcuni uomini stracciarono e calpestarono le schede che recavano il “sì” all’annessione.

## Monumenti e luoghi d'interesse

### Architetture religiose

#### Chiesa parrocchiale
Era in origine una cappella dedicata a San Giacomo, fondata dopo il Mille da un gruppo di pellegrini o crociati. Sorta nei pressi del castello, le era annesso un ospizio, evolutosi poi in monastero. Divenne parrocchiale nel 1634, prendendo il posto dell'attuale chiesetta del Nome di Maria, in quanto si trovava più vicina al centro.
L'aspetto dell'edificio risale alla ricostruzione settecentesca, ultimata con la consacrazione del 21 dicembre 1776. Il campanile è invece del primo Ottocento, finanziato dal nobile Querini.
All'interno, conserva un ciclo di affreschi di Giambattista Canal: Maddalena e Simone, Resurrezione di San Lazzaro e Santissima Trinità in gloria presso il presbiterio; Martirio e gloria di San Bartolomeo e tre medaglioni raffiguranti le virtù teologali sul soffitto centrale. L'opera più pregevole è indubbiamente una tavola (Madonna col bambino e Santi) della scuola di Cima da Conegliano con influenze giorgionesche; viene attribuita a Girolamo Santacroce. In sagrestia si trovano una croce astile e un tabernacolo ligneo dipinto.

#### Chiesa del Nome di Maria
Era l'antica parrocchiale del paese. L'antica intitolazione a San Bartolomeo apostolo non fu casuale: venne edificata dal vescovo di Treviso Alberto Ricco dopo la sconfitta degli Ezzelini, avvenuta il 24 agosto 1260. Nel 1634 perse il suo ruolo di parrocchiale in favore della chiesa di San Giacomo, che da allora fu dedicata a San Bartolomeo.
Dall'aspetto molto semplice, immersa nella campagna a sud dell'abitato, il terrene circostante ospitò, sin dal Medioevo, il vecchio cimitero.

### Architetture civili

#### Monumento ai caduti
Al centro della piazza, è costituito da un piedistallo cilindrico su cui poggia la statua di una figura femminile, la Patria vittoriosa che rende onore ai figli caduti. La scultura ha un certo pregio per l'espressività del volto e il morbido panneggio, tuttavia ha una dignitosa posa classica, trasmessa dallo scudo alla destra.

#### Villa Querini
L’edificio sorge nel cuore dell’abitato di Crespignaga, frazione ad Ovest di Maser non è visitabile.
Seminascosta da pini e cipressi, di architettura equilibrata ed armoniosa. Già attribuita erroneamente allo Scamozzi, è comunque ascrivibile alla scuola del Longhena, architetto del barocco veneziano.

## Infrastrutture e trasporti
Posta lungo la Strada statale 248 Schiavonesca-Marosticana, dal 1913 al 1931 Crespignaga fu servita da una stazione della Tranvia Montebelluna-Asolo, che rappresentò al tempo un importante strumento di sviluppo per l'economia della zona.